# تصنيع العلف

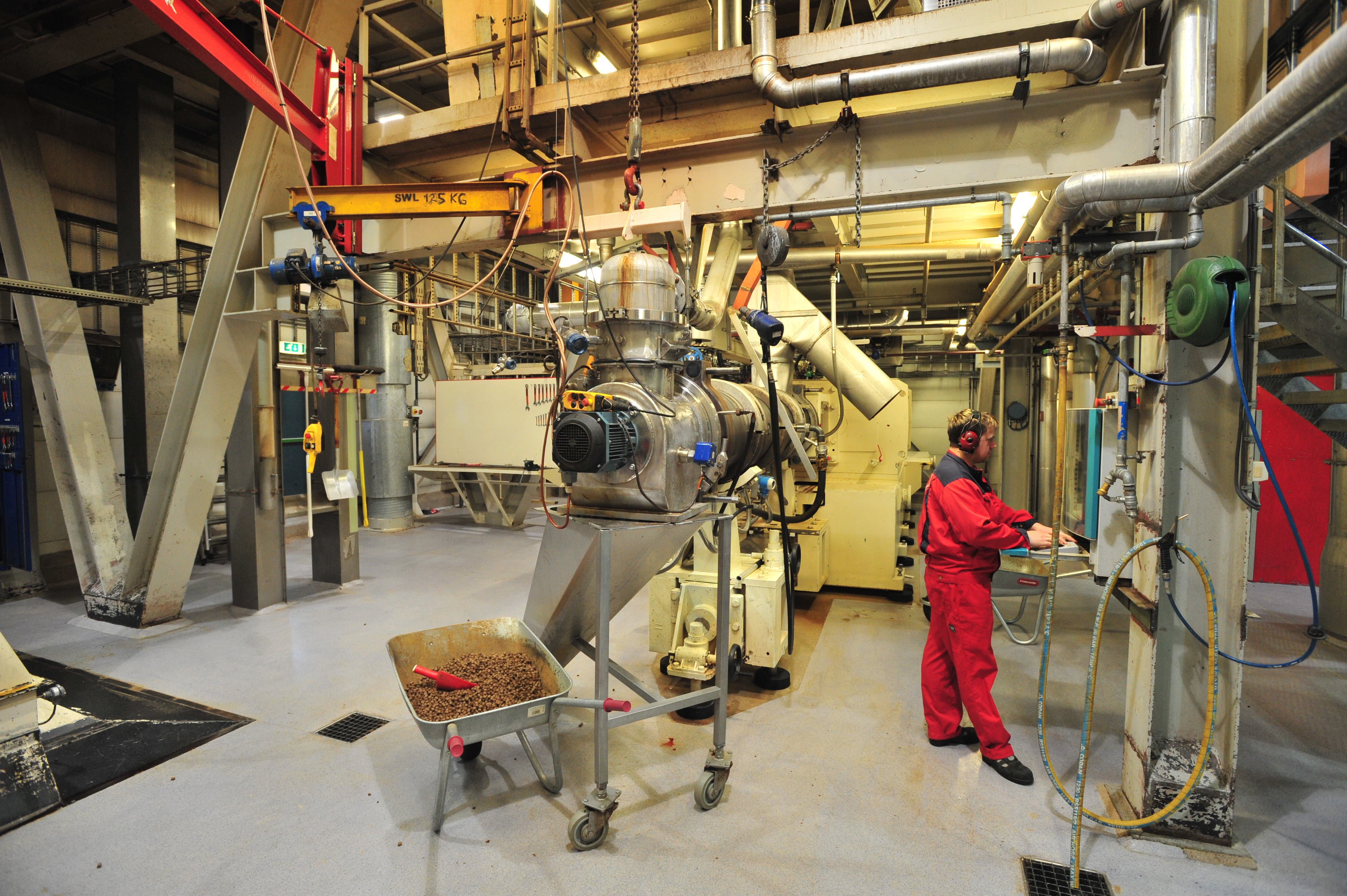
إنتاج علف الأسماك في Stokmarknes, .Norway

تصنيع العلف  مصطلح يشير إلى عملية تصنيع علف الحيوان من منتجات زراعية خام والعلف مُنتج بواسطة صناعة وضعت لتقابل متطلبات التغذية الحيوانية لمختلف الفصائل الحيوانية في مراحل الحياة المختلفة.

## العلف وأنواعه
عَرف قسم ولاية واشنطن للزراعة بأن العلف هو عبارة عن خليط من الحبوب الكاملة أو المصنعة والمركزات والأعلاف التجارية لكل فصائل الحيوانات ليتضمن متطلبات الزبون والأعلاف المصنعة وأعلاف الحيوانات الأليفة، وحاليًا هذه الأعلاف مُنتجه تجاريًا لصناعات الدواب والدواجن والخنازير والأسماك، ويُحكم الإنتاج التجاري للأعلاف من قِبل قوانين دولية ووطنية، وعلى سبيل المثال، في ولاية تكساس يجب أن توصف الحبوب الكاملة أو المصنعة والمركزات والأعلاف التجارية مع الغرض من إطعام الحيوانات الضارية والأليفة من قِبل البائعين وصفًا بالكلمات أو بالصور المتحركة للتوزيع، وأشارت بوضوح معظم الولايات والقانون الفيدرالي أن الأغذية التجارية لا يجب أن تكون مغشوشة وصُنفت الأعلاف الحيوانية بشكل واسع على النحو التالي:
- المركزات / مليئة بالطاقة وتتكون بشكل أساسي من الحبوب ومنتجاتها الثانوية أو أن تكون مُعدّة من وجبات دهنية مليئة بالبروتين أو الكعك، والمنتجات الثانوية الناتجة من عملية سكر الشمندر وقصب السكر.
- الأعلاف الخشنة / عُشب المراعي أو أجزاء النباتات مثل التبن والعلف المخزون وجذر المحاصيل والقش والحطب، وأن كل الحميات الغذائية المعطاة لمختلف الفصائل ليست مشابهة لبعضها البعض، على سبيل المثال، تُغذى الدواب على حمية غذائية مكونة بشكل أساسي من الأعلاف الخشنة، في حين تُغذى الدواجن والخنازير والأسماك على المركزات، ومن الممكن أن تُغذى المواشي في حقول التسمين على أعلاف مُزودة بشكل منفرد أو جزئي من مجموع الحصص المخلوطة.

## إعداد وجودة العلف
تعتمد جودة العلف المعد أساسيًا على جودة المواد مثل الحبوب أو العشب المستخدم ويجب أن تكون المواد الخام من جودة جيدة جدًا، وتصنيع العلف التجاري هو عملية تجارية ولذا يجب إتباع إجراءات تحليل المخاطر ونقطة التحكم الحرجة (HACCP)، وعَرفت إدارة الغذاء والدواء (FDA) تحليل المخاطر ونقطة التحكم الحرجة بأنها " نظام إداري حيث سلامة الغذاء موجّهة من خلال التحليل والتحكم بالمخاطر البيولوجية والكيميائية والجسدية من إنتاج وتأمين واستعمال المواد الخام لتصنيع وتوزيع واستهلاك المنتج النهائي "، وتنظم إدارة الغذاء والدواء طعام البشر وأعلاف الحيوانات للدواجن والدواب والخنازير والأسماك، وبالإضافة إلى ذلك، أنها تنظم طعام الحيوانات الأليفة، حيث قدّروا الأعلاف بحوالي 177 مليون كلاب وقطط وأحصنة في أمريكا، ويجب أن تكون أعلاف الحيوانات مماثلة لطعام البشر بأن تكون غير مغشوشة ومفيدة ومُعده تحت شروط صحية جيدة ومصنفه حقيقة لتقديم المعلومات المطلوبة للمستهلك.

## إعداد العلف للخنازير
تُصَنع الأعلاف بحوالي 60% إلى 80% من التكلفة الإجمالية من إنتاج الخنازير، والأعلاف المصنعة هي ليست فقط للشبع ولكن أيضًا يجب أن تُزود الحيوانات بالمواد الغذائية المطلوبة لنمو الصحة، ويُراعي تركيب الغذاء للخنزير المواد الغذائية المطلوبة في مراحل النمو المتعددة في إنشاء علف مناسب، وتُستخدم ثلاث طرق أساسية لإنشاء الحميات الغذائية للخنزير : مربع بيرسون والمعادلة الجبرية والبرامج الخطية (الحواسيب)، و في الوقت الحالي، إتاحة برامج الحواسيب الصغيرة ستوازن الحمية الغذائية للكثير من المواد الغذائية وستُساعد في القرارات الاقتصادية.
و تعتبر المواد الغذائية الأساسية المطلوبة هي البروتين الخام والطاقة التمثيلية والمعادن والفيتامينات والماء، ولدى إجراء التركيب كلًا من الأجزاء الثابتة وغير الثابتة، وترتكز حصص غذاء الخنزير العامة على مصدر كربوهيدرات مثل حبوب التربة ومصدر بروتيني مثل وجبة فول الصويا والمعادن مثل الكالسيوم والفوسفور المضافان والفيتامينات، ومن الممكن أن تكون الأعلاف مدعومة بالمنتجات الثانوية للحليب ومنتجات اللحوم والحبوب والمنتجات المخصصة، ومن الممكن أيضًا أن تضاف المضادات الحيوية لدعم العلف ومساعدة صحة ونمو الحيوان.
تعتبر الحبوب الجافة المقطرة مع المواد الذائبة (DDGS) غنية بالطاقة والبروتين واستُخدمت كبديل للذرة ووجبة فول الصويا في أعلاف الدواب والدواجن، وأصبحت الذرة (DDGS) الأكثر شيوعًا واقتصاديًا وإتاحةً بشكل واسع كمُكون بديل للعلف للاستخدام في الحميات الغذائية للخنزير في الولايات المتحدة في كل مراحل الإنتاج، وصرح مجلس الحبوب للولايات المتحدة أن الذرة (DDGS) تُستخدم بشكل أساسي كمصدر للطاقة في الحميات الغذائية للخنزير لأنها كذرة تحتوي تقريبًا على نفس كمية الطاقة المنهضمة (DE) والطاقة الاستقلابية (ME)، وعلى الرغم من أن محتوى الطاقة الاستقلابية من الممكن أن يكون متضائلًا قليلًا حينما تؤدي التغذية إلى انخفاض الزيت في (DDGS)، وسلطت الضوء دراسة عام 2007 على الاتجاهات الحديثة في استخدام الحبوب الجافة المقطرة (DDGS) والكثير من المنتجين شملوا 20% من الحبوب الجافة المقطرة مع المواد الذائبة (DDGS) في الحميات الغذائية للخنزير من جميع الفئات، وعلى الرغم من أن 20% هو المستوى المُوصى به للشمول إلا أن بعض المنتجين استخدموا بشكل ناجح معدل شمول عظيم، واستُخدم معدل الشمول ما يصل حتى 35% من (DDGS) في الحميات الغذائية المُعطاة للخنازير الصغيرة (حضانة الخنازير) والخنازير الكبيرة.

## إعداد العلف للسمك
تأكُل الأسماك المرباة كُريات أعلاف مُعدّة خصيصًا والتي تحتوي على المواد الغذائية لكلًا من صحة الأسماك وصحة البشر اللذين يأكلون الأسماك، ويجب أن يحتوي علف الأسماك على توازن جيد من الناحية الغذائية وأن يقدم مصدر جيد للطاقة لنمو أفضل، وتُصنف الأسماك المستزرعة تجاريًا بشكل واسع إلى الأسماك العشبية والتي غالبًا ما تأكل بروتينات النباتات مثل الصويا أو الذرة والزيوت النباتية والمعادن والفيتامينات، والنوع الآخر وهو الأسماك آكلة اللحوم والتي تُعطى زيوت الأسماك والبروتينات، ويحتوي علف الأسماك آكلة اللحوم على 30 – 50 من وجبة وزيوت الأسماك، ولكن أشار بحث جديد على إيجاد بدائل لوجبة الأسماك في حميات الاستزراع المائي الغذائية، وبين تحقيقات الأعلاف المختلفة تبين أن وجبة فول الصويا أفضل بديل لوجبة الأسماك، وتُجهَز وجبة فول الصويا لصناعة الأسماك والتي تعتمد بشكل كبير على مقاسات الجسيمات المحتوية في كريات العلف، وتؤثر مقاس الجسيمات على انهضامية العلف وتتأثر أيضًا مقاسات الجسيمات لكُريَّة علف السمك بكلًا من خصائص الحبوب وعملية الطحن، وتتضمن خصائص الحبوب على مضمون الصلابة والرطوبة، وتؤثر عملية الطحن على مقاس الجسيمات المستندة على نوعية معدات الطحن المستخدمة وبعض خصائص معدات الطحن (على سبيل المثال، التمويجات والفجوة والسرعة واستهلاك الطاقة).

## إعداد العلف للدواجن
تصنع التغذية الكُلفة الأساسية برفع تكلفة الدواجن وتتطلب الطيور بشكل عام على تغذية أكثر من أي حيوانات أخرى خاصةً بسبب معدل نموها السريع ومعدل إنتاجيتها العالي كما أوضحته التقارير، وتنعكس كفاءة التغذية على أداء الطيور ومنتجاتها، ووفقًا لمجلس الأبحاث الوطني، تتطلب الدواجن على الأقل 38% من المكونات في غذائها، وعلى الرغم من اختلاف الحصة لكل مكونات العلف لكل مرحلة مختلفة للطيور فإنها يجب أن تحتوي على الكربوهيدرات والدهون والبروتينات والمعادن والفيتامينات، وعادةً ما تكون الكربوهيدرات مزودة بالحبوب المتضمنة على الذرة والقمح والشعير ....إلخ والتي تُقدم كمصدر أساسي في غذاء الدواجن، وتعتبر الشحوم التي تأتي عادةً من الشحم الحيواني وشحم الخنزير أو الزيوت النباتية مطلوبة بشكل أساسي لتزويد علف الدواجن بالحمض الدهني المهم لسلامة الغشاء وتركيب الهرمون، وتعتبر البروتينات مهمة لتزويد الأحماض الأمينية الأساسية لتطوير أنسجة الجسم مثل العضلات والأعصاب والغضروف وما إلى ذلك، وتُعد الوجبات التي من فول الصويا والكانولا وغلوتين الذرة مصدر أساسي للبروتينات النباتية في وجبة الدواجن الغذائية، وعادةً ما تكون مكملات المعادن مطلوبة بسبب أن الحبوب والتي تعتبر المكون الرئيسي في العلف التجاري فإنها تحتوي على كمية قليلة جدًا من تلك المكملات، وتحتاج الدواجن بكميات كبيرة إلى الكالسيوم والفسفور والكلور والمغنيسيوم والبوتاسيوم والصوديوم، ومن ناحية آخرى، فإن المكون التي تحتاجه حيوانات الدواجن بكميات قليلة هي الفيتامينات مثل فيتامين أ و《ب》و《ج 》و《د》و《هـ》و《ك》.
ذكرت (Fanatico 2003)  بأن استخدام كريات العلف تعتبر أسهل وأشيع طريقة لتغذية الطيور، وعلاوة على ملائمة ذلك للمزارع، فتساعد كُريات العلف على أكل الطيور بشكل أكثر مع مرور الوقت، وبالإضافة إلى ذلك، وجد بعض الباحثين بأن تغذية الطيور بكُريَّة علف يؤدي إلى تحسين تحويل العلف والتقليل من خسارة العلف وتطوير استساغته وتدمير مسببات الأمراض مقارنةً مع الطيور التي تُغذى بالعلف المهروس، وعادةً ما تتضمن الصناعة التجارية للعلف المكور على سلسلة من العمليات الأساسية والتي تحتوي على الطحن والخلط والتكوير، وبعد ذلك تُختبر الكريات المُنتجَه بمؤشر متانة الكُريَّة (PDI) لتحديد جودتها، وتضاف بعض الأحيان المضادات الحيوية للعلف المكور لتحسين الصحة الجيدة والنمو للدواجن.
وأنهى الباحثين بأن مقاس جسيمات العلف الصغيرة ستُحسن الهضم بسبب ارتفاع المساحة السطحية لهضم الحمض والإنزيم في قناة الجهاز الهضمي، ومع ذلك، أبدى بعض الباحثين حديثًا الاهتمام حول ضرورة الجسيمات الخشنة لعلف الدواجن لإتمام طبيعة تصميم ووظيفة قناة الجهاز الهضمي (GIT)، وناقش كلًا من (Hetland et al 2002) و (Svihus et al. 2004) بأن وقت احتفاظ قناة الجهاز الهضمي قل بسبب عدم وجود وظيفة القانصة من الطير : جزء عضلي من المعدة يتم فيه جرش الغذاء وطحنه، وهي مشهورة في الطيور التي تتغذى بالحبوب، كالحمام والدجاج وغيرها وبخاصة في الحيوانات التي يكون غذاؤها صلبًا، كما في سمك البوري مثلًا) (قاموس المعاني) والتي أخيرًا بدورها أعطت تأثرًا سلبيًا على الأداء الحي، وقارنت (Zanotto & Bellaver 1996) أداء الدجاج اللاحم بعمر 21 يوم عن طريق تغذيتها بعلف مختلف، ووجدوا أن الدجاج اللاحم الذي تم تغذيته بمقاس جسيمات علف كبيرة أظهرت تحسنًا أفضل، ووجدت (Parsons et al. 2006) التي تقيم مختلف مقاسات جسيمات الذرة في علف الدجاج اللاحم بأن أكبر مقاس جسمي (2.242 ملي متر) أعطى استيعاب أفضل للعلف أكثر من مقاسات الجسميات المُختبرة الأخرى (0.781, 0.950, 1.042 و1.109 ملي متر)، ومع ذلك، جادلت (Nir et al. 1994) بأن تطور الدجاج اللاحم كأن متأثر بتغيرات مقاسات الجسيمات، وبالرغم من أن التغيير في مقاس الجسيمات بين 0.5- 1 ملي متر عادةً لا يكون له أي تأثير على الدجاج اللاحم، ومن الممكن أن تُضعِف الجسيمات الدقيقة جدًا (<0.5 ملي متر) أداء الدجاج اللاحم بسبب وجود الغبار الذي يسبب مشاكل في التنفس وارتفاع امتصاص الماء ووجود العلف في مشارب الماء وارتفاع نقالة الرطوبة، وفي دراسة حديثة لـ (Chewning et al. 2012) أوضحوا أنه بالرغم من أن مقاسات الجسيمات الدقيقة (0.27 ملي متر) حسنت من الأداء الحي للدجاج اللاحم إلا أن العلف المكور لم يحسن من الأداء الحي.
توضح كل هذه البيانات إن كلًا من مقاسات الجسيمات الدقيقة والغليظة لديها دور مختلف في علف الدواجن، ويجب أن تُستخدم نسبة مُناسبة من هذان المكونان مع مراعاة أداء الدجاج اللاحم الحي، وقارنت (Xu et al. 2013) أداء العلف الغير مكور والمكور بالجسيمات الدقيقة، ووجدت أن إضافة الجسيمات الخشنة يؤدي إلى تحسين تحويل العلف ووزن الجسم، وتم الحصول على نتائج مشابهة من باحثين آخرين مثل (Auttawong et al. 2013) و (Lin et al. 2013).

## إعداد العلف للدواب
تشتمل الدواب على الأبقار وماشية الألبان والأحصنة والماعز واللاما، ولا يتطلب لكل ماشية تناول حصة معينة من العلف لأن غذاء المواشي يختلف بشكل مستمر استناداّ على عمر وجنس وسلالة وبيئة الحيوانات وغيرها، ولكن يجب أن يتألف المتطلب الغذائي الأساسي لعلف الدواب على البروتين والكربوهيدرات والفيتامينات والمعادن، وتحتاج ماشية الألبان على طاقة أكثر من أي نوع آخر من الماشية، وأوضحت الدراسات أن الطاقة التي زُودت بالعلف تم الحصول عليها من مصادر كربوهيدرات عديدة والتي تتضمن على الكربوهيدرات الغير ليفية (NFC) مثل العلف المخمّر، أو ألياف المُنظف المحايد (NDF) مثل علف الماشية، وتعد الأعلاف عالية المنظف المحايد (NDF) جيدة لصحة الحيوان المجتر ولكنها تُقدم طاقة أقل والعكس صحيح، وتضاف الدهون لغذاء الدواب لترفع من تركيز الطاقة خاصةً عندما يكون سابقًا محتوى الكربوهيدرات الغير ليفية (NFC) عالي جدًا، بما أن الكربوهيدرات الغير ليفية (NFC) المفرطة تقلل جزئية ألياف المنظف المحايد (NDF)، مؤثرةً على هضم الكرش، وتنفصل معظم البروتينات المُستهلكة من قِبل الحيوانات المجترة بواسطة كائنات حية دقيقة وتُهضم الكائنات الحية الدقيقة فيما بعد بواسطة الأمعاء الدقيقة، وتبين (N.R.C.N.R.B.C. publication 2000) بأنه يجب أن يكون البروتين الخام المطلوب في غذاء الدواب أقل من 7% خصوصًا لتركيب الحليب، وتعتبر المعادن التي تشتمل على الكالسيوم والفسفور والسيلينيوم مطلوبة من قِبل الدواب للمحافظة على النمو والتكاثر لصحة العظام.
وأيضًا تتطلب أيضًا الدواب كأي حيوانات آخرى كميات مناسبة من الجسيمات الدقيقة والغليظة في غذائها، ونظريًا إن الجسيم الدقيق سيصبح من السهل هضمه في الحيوانات المجترة، ولكن وجود الجسيم الغليظ من الممكن أن يرفع كمية النشاء في الأمعاء الدقيقة وبذلك سيرفع من كفاءة الطاقة، ومن الممكن أن تُغذى الدواب بواسطة المراعي في الأراضي العشبية المتكاملة أو الغير متكاملة بإنتاج المحاصيل، وتكون الدواب التي تنمو في المرابط أو الحظائر بدون أراضي، وعادةً ما تُغذى بواسطة علف مصنّع يحتوي على أدوية بيطرية وهرمونات نمو ومضافات العلف أو المغذيات لتحسين فعالية الإنتاج، وبشكل مماثل تستهلك الدواب الحبوب كغذاء أساسي أو كغذاء إضافي لعلف الماشية، وتهدف معالجة الحبوب للعلف إلى الحصول على حبوب سهلة الهضم لرفع إتاحة النشاء وبذلك يرفع من إمداد الطاقة.
و ذكرت (Hutjens 1999) بأن أداء الحليب كان أفضل بشكل كبير عندما تم تغذية الماشية بذرة أرضية، وقارنت Aldrich ((Akey Inc. الانهضامية والتوزيع للعديد من جسيمات الذرة واستنتجت أنه للحصول على 80% من الانهضامية فإنه يجب أن تُستخدم مقاس جسيمات بحجم 0,5 مم (لـ 16 ساعة من الانهضامية)، ودرس فريق بحث من جامعة (Maryland and USDA) التطوير والتخمير في الحيوانات المجترة ومواقع هضم النشاء في الأبقار الفارزة للحليب (المرضعة) المُغذّية على حبوب الذرة من مختلف المحاصيل والمصنعة بشكل مختلف، واستنتجت بأن الطاقة المنهضمة والاستقلابية والحرارية كانت مرتفعة في الذرة الرطبة العالية مقارنةً مع الذرة الجافة، ورفع الطحن من امتصاص المواد الجافة (DMI) وتسبب في رفع محاصيل الحليب والبروتين واللاكتوز والمواد الصلبة الغير دهنية..

## عملية تصنيع العلف

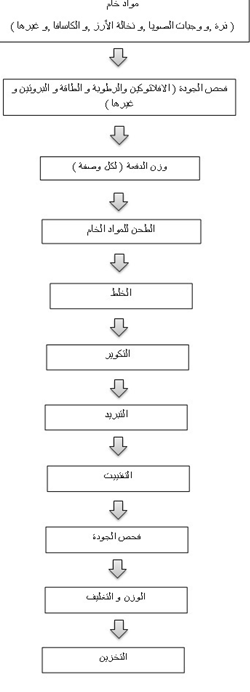
الشكل 1

اعتمادًا على نوع العلف فإن عملية التصنيع عادةً ما تبدأ بعملية الطحن ويوضح الشكل 1 سير العمل لعملية تصنيع العلف العام، ويُنتج الطحن المختار من المواد الخام مقاسات جسيمات لتكون على نحو أمثل وبسهولةٍ مقبولة من قِبل الحيوانات، واعتمادًا على التركيب فإنه من الممكن أن يحتوي العلف على ما يقارب 10 مكونات مختلفة وتتضمن على الكربوهيدرات والبروتين والفيتامينات والمعادن والمضافات، ومن الممكن أن تكون حصة الغذاء على شكل مكعبات بواسطة مُجانَسة التراكيب المحددة تناسبيًا، والتكوير المنجز يتم بواسطة طرق عديدة، ولكن أكثر الوسائل الشائعة تكون بالتشكيل، و تعتبر آلة تصنيع الصيغ والأعلاف مهمة للغاية خلال العملية الكاملة لإنتاج الأعلاف لضمان جودة التغذية.

## طحن الحبوب لإعداد العلف
تعتبر الذرة والسورغوم (الذرة البيضاء) والشعير أكثر الحبوب استخدامًا لإعداد العلف في الصناعة للدواب والدواجن والخنزير والسمك، وتعتبر البكرة ومطحنة المطرقة نوعان لمعدات التصنيع التي تستخدم عادةً لطحن الحبوب إلى مقاس جسيمات صغيرة وتتضمن عملية طحن الحبوب التي تكون بوسطة عمل ميكانيكي على عِدة قوى مثل الضغط القص والسحق والقطع والاحتكاك والتصادم، وتعد مقاس الجسيمات للذرة الأرضية مهمة جدًا في إنتاج علف الحيوان; ترفع مقاسات الجسيمات الصغيرة عدد الجسيمات والمنطقة السطحية لكل وحدة حجم، حيث ترفع الوصول إلى إنزيمات الهضم، ومن الفوائد الآخرى زيادة تسهيل المعالجة وخلط أسهل للمكونات، ويُعطىَ متوسط مقاس الجسيمات كقطر الوسط الهندسي (GMD) معبر عنه في مم أو ميكرون (µm)، ويُوصف نطاق التغيير بانحراف المعيار الهندسي (GSD)، وبانحراف معيار هندسي كبير (GSD) فإنها تمثل انتظام أقل، ووفقًا لـ (Lucas 2004) تعتبر قطر الوسط الهندسي (GMD) وانحراف المعيار الهندسي (GSD) واصفات صحيحة لتوازيع مقاس الجسيمات عندما يُعبر عن توزيع مقاس الجسيمات بسجل حقائق وسجل موزع بشكل طبيعي، وأوضحت الدراسات أن طحن حبوب مختلفة بنفس المطحنة وتحت شروط مشابهه يُنتج منتجات بمقاس جسيمات مختلفة، وترتبط صلابة عينة الحبوب بنسبة الجسيمات الدقيقة المكتسبة بعد الطحن بنسبة عالية من الجسيمات الدقيقة من صلابة الحبوب المنخفضة، وناقشت (Rose et al. 2001) بأن سويداء البذرة الصلبة تنتج جسيمات كبيرة غير منتظمة الشكل، في حين أن سويداء البذرة اللينة تنتج مقاس جسيمات صغيرة، ويعتبر الارتباط بين مقاس الجسيمات الطاقة المستهلكة على الرغم من أنها ليست إيجابية ولكن للحصول على مقاسات جسيمات دقيقة جدًا فإنه يتطلب طاقة عالية، حيث تخفض من معدل الإنتاج وبالإضافة، إن الطحن الدقيق جدًا للحبوب ليس له أي تأثير على كفاءة التكوير ولا على الطاقة المستهلكة خلال التكوير ، وناقشت (Amerag et al. 2007) الإتاحة لبيانات أكثر مقترحةً أن مقاسات جسيمات الحبوب مهمة جداَ في الوجبات الغذائية المهروسة أكثر من الوجبات المكورة.